# Die Apokalyptischen Reiter
I Die Apokalyptischen Reiter (tradotto in italiano I cavalieri dell'apocalisse) sono un gruppo heavy metal tedesco formatosi nel 1995, attualmente sotto contratto con la casa discografica Nuclear Blast.
Il loro caratteristico stile consiste nel fondere svariati generi metal, tra cui i più avvertibili sono death metal, symphonic metal e folk metal, con canzoni caratterizzate da veloci riff e da intermezzi decisamente più lenti e melodici, talvolta dal carattere epico. Gli ultimi album presentano una minore influenza del death metal per propendere per lo più in composizioni lunghe, veloci e caotiche, con melodie molto più sfumate e orecchiabili. Nei primi album le canzoni erano per la maggior parte in inglese ma negli ultimi usciti la lingua dominante è il tedesco che rende le canzoni ancora più melodiche.

## Ambientalismo
Die Apokalyptischen Reiter hanno registrato, per l'organizzazione per la protezione della vita marina Sea Shepherd,  il singolo "Freiheit, Gleichheit, Brüderlichkeit". Supportano anche altre buone cause come il Blue Sea Project o Rettet die Naturvölker e.V.

## Discografia

### Album in studio
- 1997 - Soft & Stronger
- 1999 - Allegro barbaro
- 2000 - All You Need Is Love
- 2003 - Have a Nice Trip
- 2004 - Samurai
- 2006 - Riders on the Storm
- 2008 - Licht
- 2011 - Moral & Wahnsinn
- 2014 – Tief.Tiefer
- 2017 – Der rote Reiter

### EP & Demo

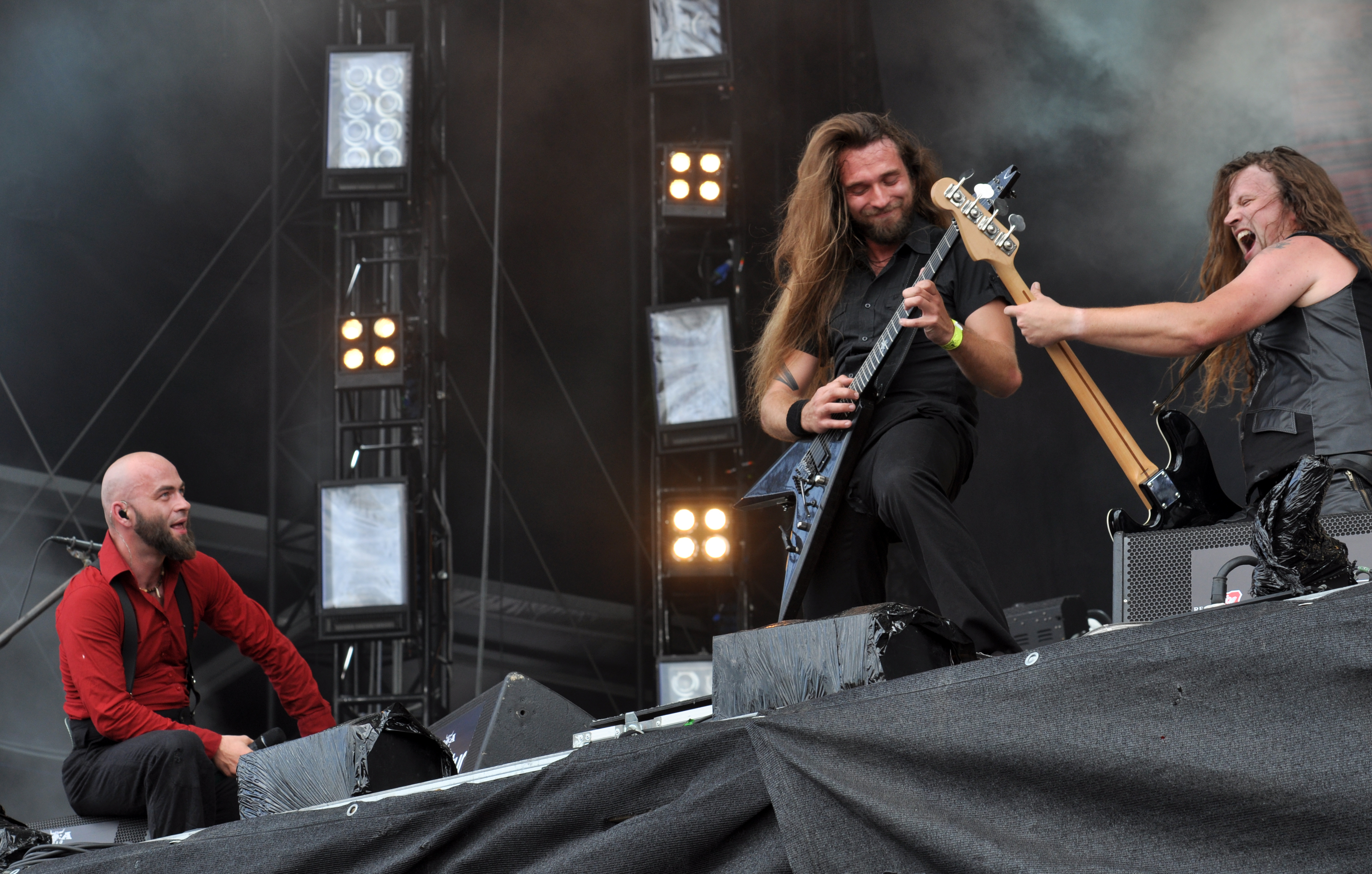
Daniel Täume, Adrian Vogel e Volkmar Weber al Wacken Open Air 2013

- 1996 - Firestorm
- 1999 - Dschinghis Khan
- 2006 - Friede Sei Mit Dir
- 2008 - Der Weg
- 2011 - Dr. Pest (Single)

### Live
- 2009 - Adrenalin

### DVD
- 2004 - Samurai (DVD)
- 2006 - Friede Sei Mit Dir
- 2008 - Tobsucht (DVD)

## Formazione

### Formazione attuale

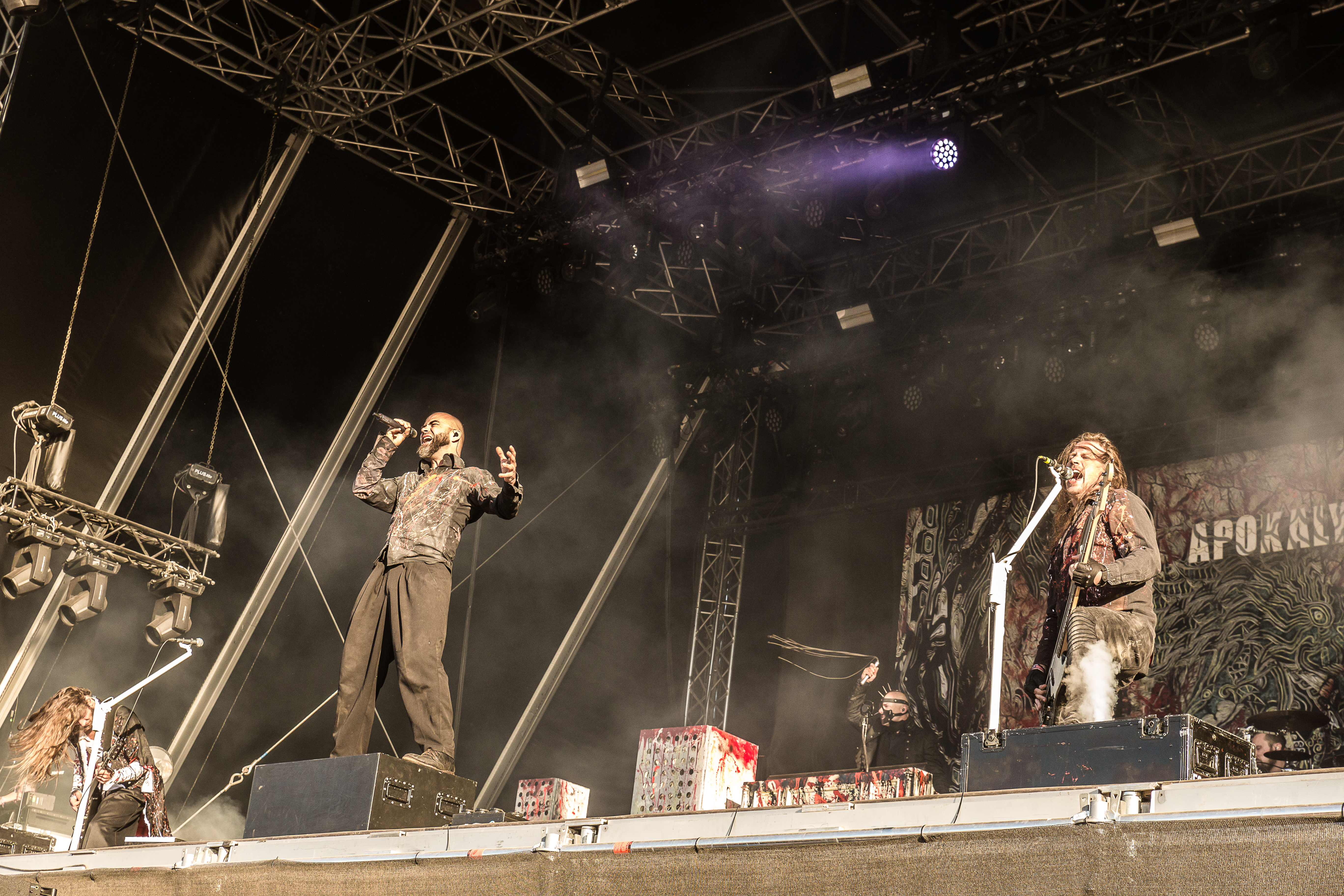
I Die Apokalyptischen Reiter al Rockharz Open Air 2018

- Fuchs - voce (1995-), precedentemente chitarra
- Ady - chitarra (2009-)
- Volk-Man - basso/voce (1995-)
- Dr. Pest - tastiere, sintetizzatore (1995-)
- Sir G. - batteria (2000-)

### Ex componenti
- Skeleton - batteria (1995-1999)
- Lady Cat-Man - chitarra
- Pitrone - chitarra (1995-2008)